# Habsburg–Lotaringiai Lajos főherceg
Habsburg–Lotaringiai Lajos (ismert még mint Ausztriai Lajos főherceg, németül: Erzherzog Ludwig von Österreich, olaszul: Luigi d'Asburgo-Lorena; Firenze, 1784. december 13. – Bécs, 1864. december 21.), a Habsburg–Lotaringiai-házból származó osztrák főherceg, I. Péter Lipót toscanai nagyherceg (későbbi német-római császár) és Spanyolországi Mária Lujza gyermeke, egyben a Császári és Királyi Hadsereg táborszernagya, osztrák politikus.

## Élete

### Származása, testvérei
Lajos főherceg 1784. december 13-án született Firenzében, a Toszkánai Nagyhercegség fővárosában, a Poggio Imperiale kastélyban. Édesapja a Habsburg–Lotaringiai-házból való Lipót toszkánai nagyherceg (1747–1792), a későbbi II. Lipót német-római császár, magyar és cseh király, édesanyja a Bourbon-házból való Mária Ludovika spanyol infánsnő (María Luisa de España, 1745–1792), később német-római császárné volt. Lajos főherceg az uralkodópár 16 gyermeke közül tizenötödikként született. A felnőttkort megérő testvérek:
- Mária Terézia Jozefa főhercegnő (1767–1827), aki I. Antal szász királyhoz ment feleségül.
- Ferenc József Károly főherceg (1768–1835), a későbbi II. Ferenc német-római császár, I. Ferenc néven osztrák császár, magyar és cseh király.
- Ferdinánd József János főherceg (1769–1824), később III. Ferdinánd néven Toszkána nagyhercege.
- Mária Anna Ferdinanda főhercegnő (1770–1809), a prágai Szent Teréz apácakolostor főapátnője.
- Károly főherceg (1771–1847) tábornagy, Teschen hercege, Napóleon legyőzője az asperni csatában.
- Sándor Lipót főherceg (1772–1795), 1790-től haláláig Magyarország nádora.
- József Antal János főherceg (1776–1847), 1795-től haláláig Magyarország nádora (József nádor).
- Mária Klementina főhercegnő (Maria Klementine von Österreich, 1777–1801), aki  Ferenc nápoly–szicíliai trónörököshöz ment feleségül.
- Antal Viktor főherceg (1779–1835), Köln püspöke, 1816–1828-ig a Német Lovagrend Nagymestere.
- János főherceg (1782–1859) tábornagy, a „stájer herceg”.
- Rainer József főherceg (1783–1853) tábornagy, a Lombard–Velencei Királyság alkirálya.
- Lajos József Antal főherceg (1784–1864).
- Rudolf főherceg (1788–1831) bíboros, Olmütz hercegérseke, Beethoven mecénása.

### Katonai és politikai tevékenysége
Lajos főherceg gyermekéveit a firenzei nagyhercegi udvarban töltötte. Hatéves volt, 1790-ben, amikor apja megörökölte a császári trónt és a család Bécsbe költözött. 1792-ben nyolcévesen mindkét szülőjét elveszítette, három hónapon belül. Lajos elsőszülött bátyja, a 24 éves Ferenc lett az uralkodó (II. Ferenc néven német-római, 1804-től I. Ferenc néven osztrák császár), aki az elhunyt apa helyett irányította öccse neveltetését. A családi hagyományok szerint Lajos főherceg, mint általában a Habsburg-család fiútagjai, a birodalmi fegyveres erőkhöz került, ahol hamarosan táborszernagyi (Feldzeugmeister)rangot kapott.
1809-ig a határvédelem főfelügyelőjének (General-Grenzinspektor) tisztségét viselte. A Napóleon elleni ötödik koalíciós háborúban egy hadtestet parancsnokolt. Hiller báró tábornagy parancsnoksága alatt részt vett az 1809. április 19–20-i abensbergi csatában, amely Napóleon győzelmével végződött. A napóleoni háborúk után, 1815–1816-ban bátyjával, János főherceggel együtt természettudományos és bölcsészeti tanulmányokat végeztek, és utazásokat tettek Angliában és Franciaországban. 1815. október 22-én Doverben György régens herceg (a későbbi IV. György angol király) fogadta őket. A főhercegek meglátogatták Oxfordot, Bath városát, Plymouth-t, Birminghamet, Bristolt, majd a skóciai Edinburgh-öt és Glasgow-t. A korszerű brit egyetemi oktatást és az iparvállalatokat tanulmányozták. Ausztriába hazatérve mindketten igyekeztek az angliai tapasztalatokat elterjeszteni, Ausztria iparosításának előmozdítása érdekében. 1819-ben, Colloredo gróf tábornagy halála után, Lajos főherceget a császári-királyi tüzérség főfelügyelőévé nevezték ki.

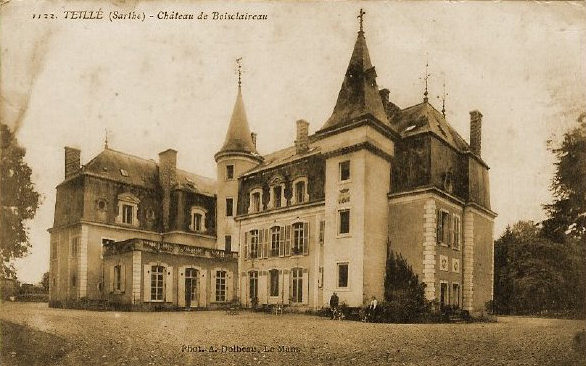
A Boisclaireau kastély a Sarthe megyei Teillében

Bátyjához, János főherceghez hasonlóan ő is rangon alul nősült meg. Egyik franciaországi utazása alkalmával Lajos főherceg a Loire-menti Boisclaireau kastélyban megismerkedett Adelaide de Gueroust grófnővel, akit feleségül vett, miután ennek feltételeként lemondott maga és születendő gyermekei trónigényéről. 1838-ban megszületett egyetlen leányuk, akit Ana Victoria von Habsburg-Gueroust névre kereszteltek, de nevét később Ana Victoria de la Pierre-re változtatta. (1858. körül férjhez ment Don José Maria Heredia Saez-hez).
Politikai tehetségét látva császári bátyja több alkalommal is őt küldte maga helyett nemzetközi tárgyalásokra. Ferenc császár végrendeletében Lajos főherceget jelölte meg a Titkos Államkonferencia (Geheime Staatskonferenz) vezetőjének. Ferenc halála után, az uralkodásra alkalmatlan I. Ferdinánd császár uralkodása alatt, 1836-1848-ig valóban Lajos főherceg vezette az Államkonferenciát, ahol az államügyekről a valódi döntéseket meghozták. Az Államkonferencia mértékadó tagjai Ferenc Károly főherceg (Ferenc császár legkisebbik fia, Ferenc József későbbi császár édesapja), Metternich herceg, államkancellár (mai szóval külügyminiszter) és Kolowrat gróf voltak.
Lajos főherceg mereven abszolutisztikus gondolkodású volt, mindenben támogatta bátyjának, Ferenc császárnak, majd Metternich államkancellárnak politikáját. Az 1848–49-es forradalom és szabadságharc és Ferenc József trónra kerülése után Lajos főherceg visszavonult a politikai szerepléstől. 1848-ban az Osztrák Tudományos Akadémia tiszteletbeli tagjává választotta, a műszaki és közgazdasági tudományoknak nyújtott bőkezű támogatását elismerve. Magánemberként élt, adományokkal segítette a szegényeket gondozó alapítványokat. Bécsben hunyt el, 1864. december 21-én, 80 éves korában. A bécsi kapucinusok templomának kriptájában (Kapuzinergruft) temették el, a család toszkánai ágának tagjai mellé.